# Hollywood Suite
Hollywood Suite ist ein kanadischer englischsprachiger Kategorie-B-Fernsehsender mit Hauptsitz in Toronto, Ontario, Kanada. Der Sender wird von Hollywood Suite betrieben. Er hat früher den Namen MGM Channel. Der Sender sendet schwerpunktmäßig verschiedene selbstproduzierte Filme aus dem Metro-Goldwyn-Mayer-Portfolio sowie kanadische Filme, ausschließlich in HDTV. Es werden keine Werbeunterbrechungen während eines Films gesendet, der Sender beschränkt sich auf Werbung zwischen den Filmen. Neben MGM Channel hatten seinerzeit auch noch weitere Schwestersender ihren Betrieb aufgenommen. Darunter Hollywood Festival, Hollywood Storm und WarnerFilms.

## Geschichte
Am 2. Juli 2010 erhielt Hollywood Suite insgesamt vier der Kategorie-2-Fernsehlizenzen durch die Canadian Radio-television and Telecommunications Commission (CRTC). Der Sender nahm den Sendebetrieb nach mehrmaligen Verzögerungen am 23. November 2011 auf.

## Empfangbarkeit
Der Sender ist national über verschiedene Kabelnetzbetreiber wie BellTV, EastLink, SaskTel, MTS, Optik TV und IPTV empfangbar.